# Coutras
Coutras (okcitansko Cotràs) je naselje in občina v jugozahodnem francoskem departmaju Gironde regije Akvitanije. Leta 2009 je naselje imelo 7.974 prebivalcev.

## Geografija
Naselje leži v pokrajini Gujeni ob reki Isle in njenem desnem pritoku Dronne, 49 km severovzhodno od Bordeauxa.

## Uprava
Coutras je sedež istoimenskega kantona, v katerega so poleg njegove vključene še občine Abzac, Camps-sur-l'Isle, Chamadelle, Les Églisottes-et-Chalaures, Le Fieu, Les Peintures, Porchères, Saint-Antoine-sur-l'Isle, Saint-Christophe-de-Double, Saint-Médard-de-Guizières in Saint-Seurin-sur-l'Isle z 21.021 prebivalci.
Kanton Coutras je sestavni del okrožja Libourne.

## Zgodovina
Kraj je bil 20. oktobra 1587 prizorišče najpomembnejše bitke med vojno treh Henrikov, (del verskih vojn), v kateri so protestantske sile pod Henrikom Navarskim, bodočim kraljem Henrikom IV., hudo porazile kraljevo vojsko, s čimer so močno oslabili položaj Katoliške lige.

## Zanimivosti
- prazgodovinski ostanki, ostanki galo-rimske vile, vojaškega taborišča,
- romanskogotska cerkev sv. Janeza Krstnika iz 12. do 15. stoletja, francoski zgodovinski spomenik,
- vodnjak Henrika IV. iz 17. stoletja, v spomin na francoskega kralja, zgodovinski spomenik.

## Pobratena mesta
- Blaenavon / Blaenafon (Wales, Združeno kraljestvo),
- Dornstadt (Baden-Württemberg, Nemčija).